# Національний музей (Гданськ)
Національний музей у Гданську (пол. Muzeum Narodowe w Gdańsku) — одна з головних філій польської системи Національних музеїв. Свою діяльність музей розпочав у 1872 році. Зареєстрований в Державному реєстрі музеїв.

## Історія

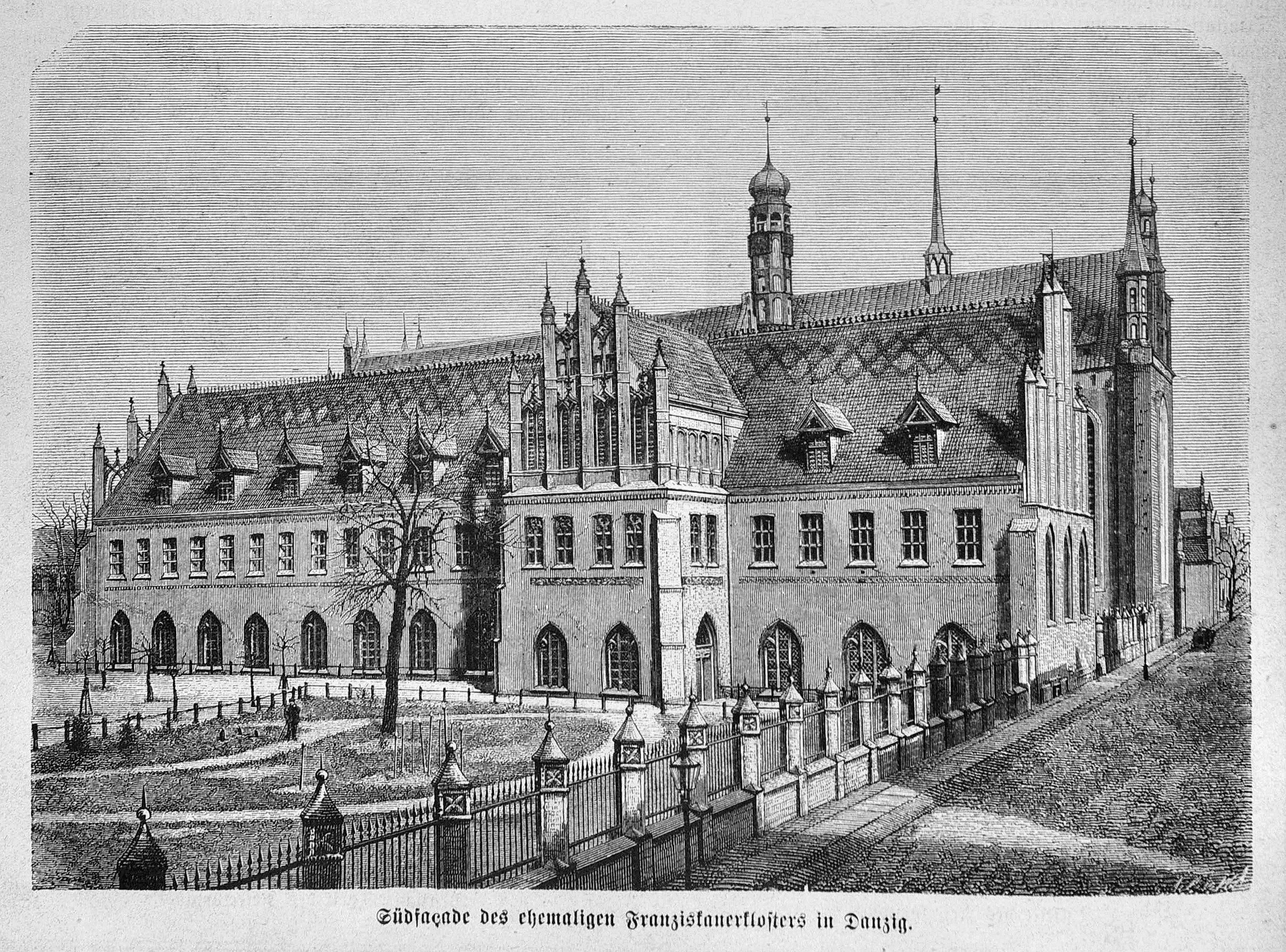
Будівля Національного музею в Ґданську у 1875 році

Музей розташовується в історичній готичній будівлі колишнього францисканського монастиря з 1872 року. Основою його колекції послугувала колекція Міського музею (нім. Stadtmuseum), а у 1881 році він був об'єднаний з гданським Музеєм декоративно-прикладного мистецтва (нім. Kunstgewerbemuseum).
Після Другої світової війни, коли у 1948 році діяльність була відновлена, музей отримав польську назву — Поморський музей у Гданську. Він продовжував функціонувати у старій будівлі, але його етнографічний відділ було перенесено до Абатського палацу в Оліві. З 1989 року музей став філією Національного музею сучасного мистецтва в Гданську.
З його багатої колекції утворилися незалежні установи — Морський музей (1960), Археологічний музей (1962) та Історичний музей міста Гданська (1971). Таким чином, він став одним із семи найвидатніших польських музеїв.

## Галерея

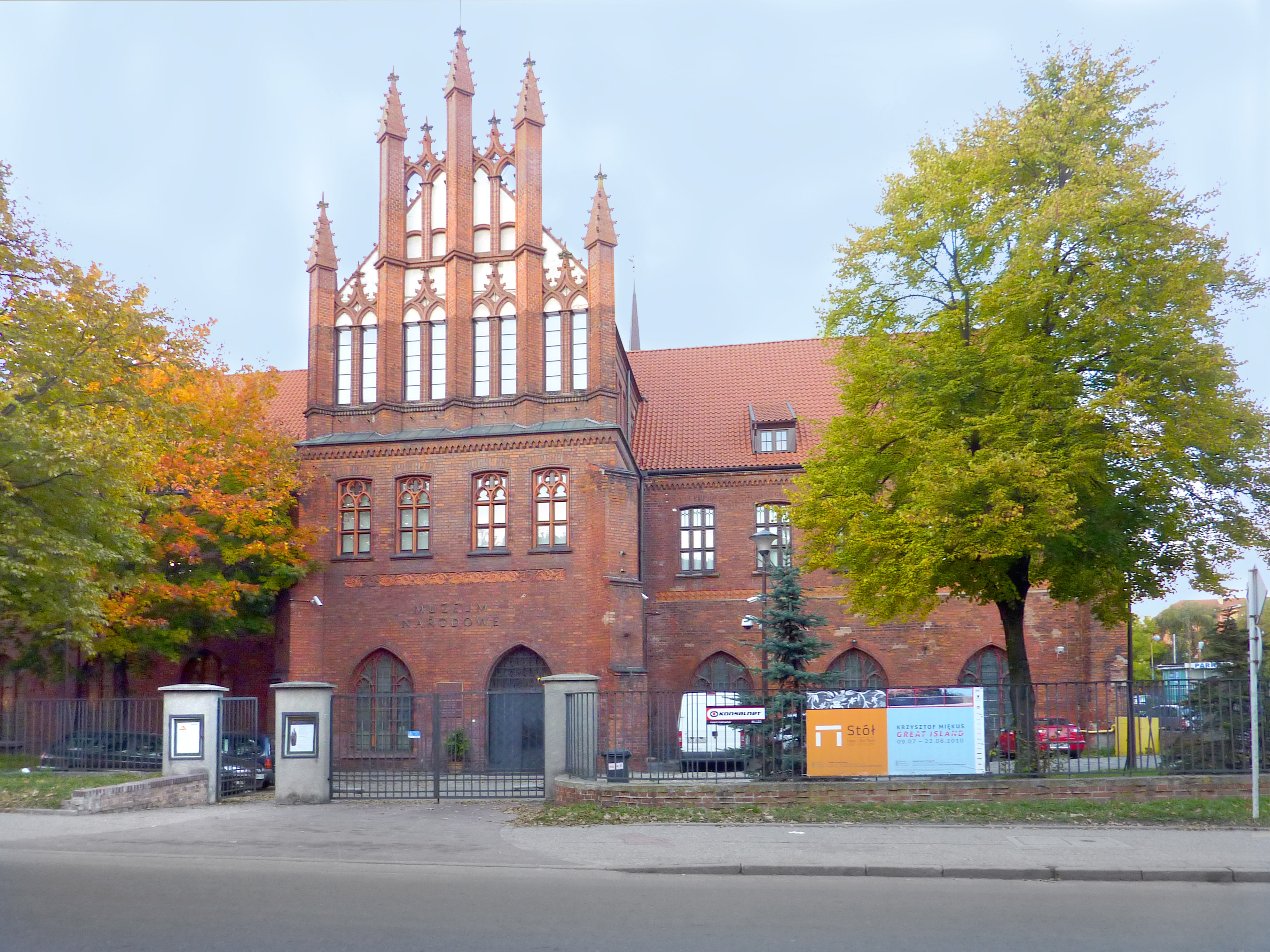
Національний музей у Гданську (головний фасад)
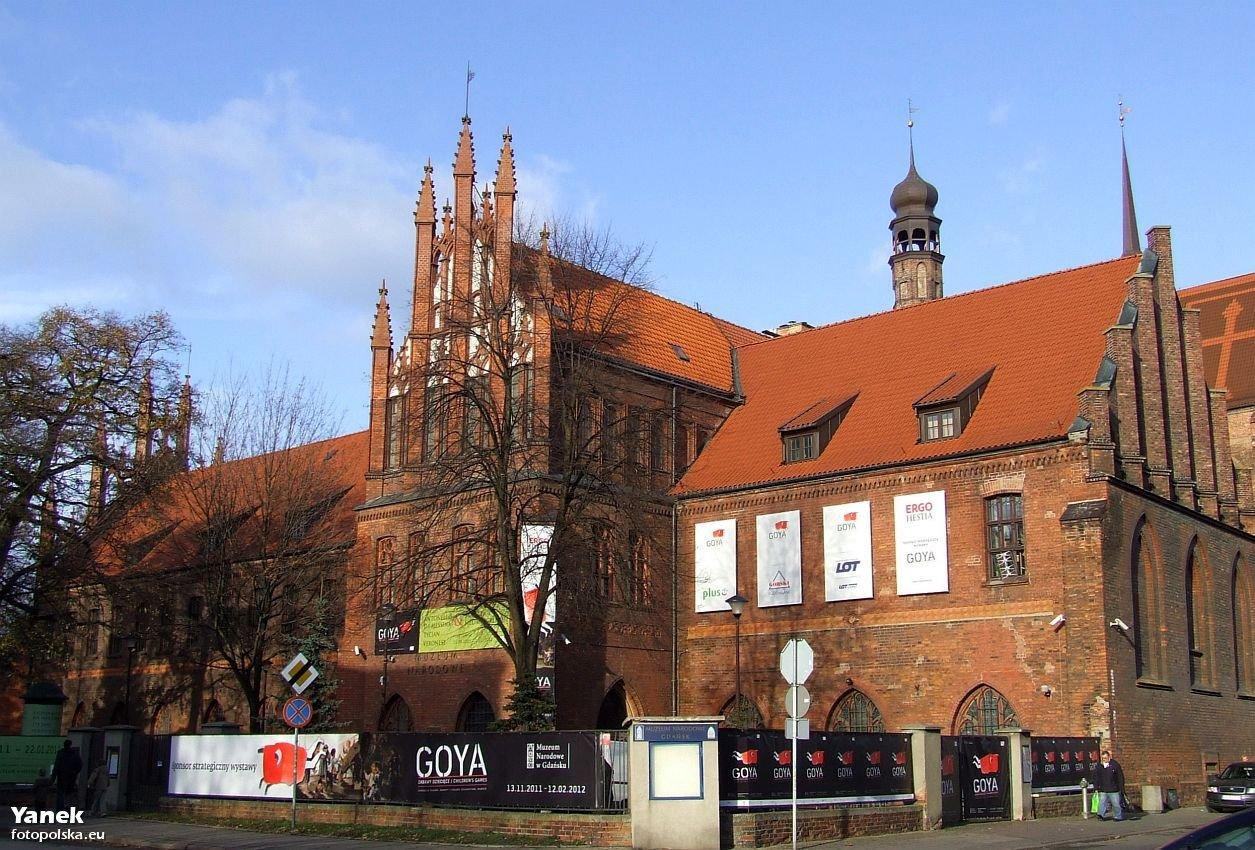
Національний музей у Гданську (вигляд збоку)
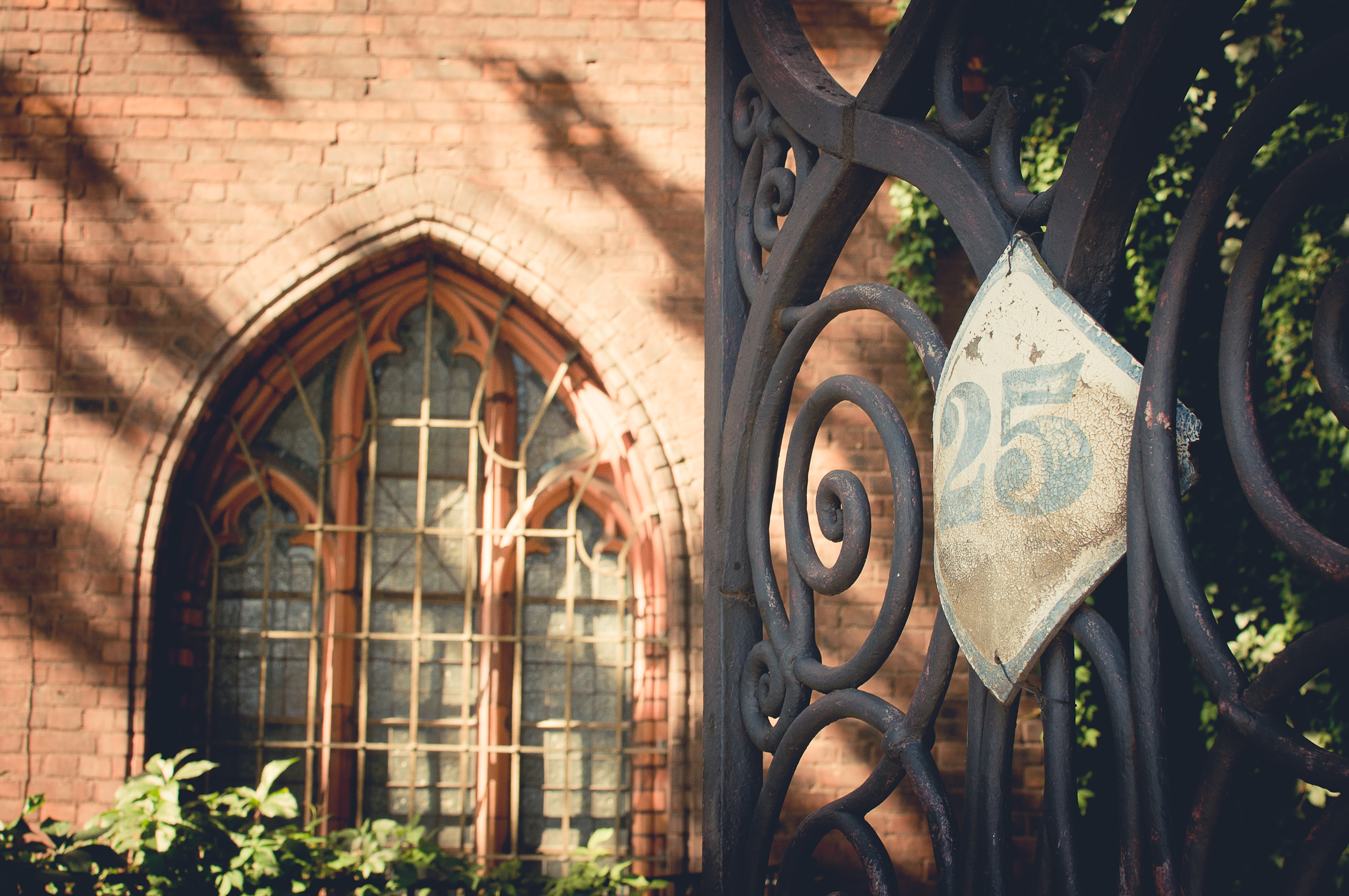
Національний музей у Гданську (декор)